# Eugène Leclercq

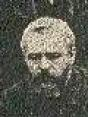
Eugène Leclercq

Eugène Leclercq (Beauvais, 1832 - aldaar, 29 februari 1908) was een Franse dammer die in 1895 het internationale toernooi van Marseille won en daarmee de officieuze wereldtitel veroverde. Hij schreef veel over dammen en startte in 1893 zijn eigen dammaandblad "Le Jeu de Dames".
Leclercq heeft een manuscript met duizenden combinaties nagelaten, waarin het zetje van Weiss al in veel variaties door hem was vastgelegd voordat Isidore Weiss er furore mee maakte.
- 1895:  officieus wereldkampioen

- (fr)  Eugène Leclercq

1885-1894 Dussaut · 1895 Leclercq · 1899-1911 Weiss · 1912-1912 Molimard · 1912 Hoogland · 1925 Bizot · 1926, 1931-1932 Fabre · 1928 Springer · 1933-1938 Raichenbach · 1945, 1947 Ghestem · 1948-1954 Roozenburg · 1956 Deslauriers · 1958, 1959, 1961, 1963, 1965, 1967, 1974 Koeperman · 1960, 1964 Sjtsjogoljev · 1963 Sy · 1968-1971 Andreiko · 1972, 1973 Sijbrands · 1976, 1977, 1981, 1983-1984 Wiersma · 1978, 1980, 1984, 1985 Gantvarg · 1982 Van der Wal · 1986, 1987 Dybman · 1988-1993, 1995, 1996, 2001, 2005 Tsjizjov · 1994 Valneris · 1998, 2007, 2009, 2017, 2021 Sjvartsman · 2003-2004, 2006, 2011-2015, 2019 Georgiejev · 2016, 2018, 2022 Boomstra · 2023 Anikejev